# Премія БАФТА за найкращий неангломовний фільм
Премія БАФТА за найкращий неангломовний фільм — щорічна нагорода Британської академії телебачення та кіномистецтва, яка вручається з 1983 року за досягнення у кінематографі. У 1983—1988 роках нагорода мала назву Премія БАФТА за найкращий іноземний фільм, з 1989 року має нинішню назву.
У 1983—1985 роках нагороду вручали тільки продюсерові, а з 1986 року нагороду отримують і режисер, і продюсер.
У наведеному списку фільми на темно-сірому фоні, назви яких виділено жирним, є переможцями, а інші фільми — лауреатами премії. Переможець також зазначений першим у списку. У таблиці зазначено рік проведення церемонії, а не рік виходу фільмів.

## 1980-ті
| Фільм                     | Режисер            | Номінант                                 | Країна                     |
| ------------------------- | ------------------ | ---------------------------------------- | -------------------------- |
| 1983 36-та церемонія      |                    |                                          |                            |
| Христос зупинився в Еболі | Франческо Розі     | Нікола Карраро Франко Крістальді         | Франція/Італія             |
| Підводний човен           | Вольфганг Петерсен | Гюнтер Рорбах                            | Німеччина                  |
| Діва                      | Жан-Жак Бенекс     | Ірен Зільберман Серж Зільберман          | Франція                    |
| Фітцкарральдо             | Вернер Герцоґ      | Вернер Герцоґ Віллі Сеглер Лакі Стіпетич | Перу/Німеччина             |
| 1984 37-ма церемонія      |                    |                                          |                            |
| Дантон                    | Анджей Вайда       | Маргарет Менегоз Барбара Пец-Слещичка    | Франція/Польща             |
| Фанні та Олександр        | Інгмар Бергман     | Йорн Доннер                              | Швеція/Франція/Німеччина   |
| Травіата                  | Франко Дзефіреллі  | Тарак Бен Аммар                          | Італія                     |
| Нарешті неділя            | Франсуа Трюффо     | Арман Барбол Франсуа Трюффо              | Франція                    |
| 1985 38-ма церемонія      |                    |                                          |                            |
| Кармен                    | Карлос Саура       | Еміліано Педра                           | Іспанія                    |
| Повернення Мартіна Гуера  | Деніель Віньє      |                                          | Франція                    |
| Кохання Сванна            | Фолькер Шльондорф  | Маргарет Менегоз                         | Франція/Німеччина          |
| Неділя у селі             | Бертран Таверньє   | Ален Сарде                               | Франція                    |
| 1986 39-та церемонія      |                    |                                          |                            |
| Полковник Редль           | Іштван Сабо        | Йожеф Маркс                              | Угорщина/Австрія/Німеччина |
| Кармен                    | Франческо Розі     | Патріс Леду                              | Італія                     |
| Трохи серця               | Вейн Ван           | Том Стренберг                            | США                        |
| Підземка                  | Люк Бессон         | Франсуа Ружьєрі                          | Франція                    |
| 1987 40-ва церемонія      |                    |                                          |                            |
| Ран                       | Акіра Куросава     | Серж Зільберман                          | Японія/Франція             |
| Бетті Блю                 | Жан-Жак Бенекс     | Жан-Жак Бенекс                           | Франція                    |
| Джинджер і Фред           | Федеріко Фелліні   | Альберто Грімальді                       | Італія/Франція/Німеччина   |
| Отелло                    | Франко Дзефіреллі  | Менахем Голан                            | Італія/Нідерланди          |
| 1988 41-ша церемонія      |                    |                                          |                            |
| Жертвопринесення          | Андрій Тарковський | Анна-Лена Вібом                          | Швеція/Британія/Франція    |
| Жан де Флоретт            | Клод Беррі         | Клод Беррі                               | Франція/Швейцарія/Італія   |
| Манон із джерела          | Клод Беррі         | Клод Беррі Пьєр Грунштейн Ален Пуаре     | Франція/Швейцарія/Італія   |
| Моє собаче життя          | Лассе Галлстром    | Вальдемар Бергандол                      | Швеція                     |
| 1989 42-га церемонія      |                    |                                          |                            |
| Бенкет Бабетти            | Габріель Аксель    | Джаст Бетцер                             | Данія                      |
| Бувайте, діти             | Луї Маль           | Луї Маль                                 | Франція/Німеччина          |
| Очі чоні                  | Микита Михалков    | Карло Куккі                              | Італія                     |
| Небо над Берліном         | Вім Вендерс        | Анатоль Дауман                           | Німеччина/Франція          |

## 1990-ті
| Фільм                         | Режисер                 | Номінант                                             | Країна                                                 |
| ----------------------------- | ----------------------- | ---------------------------------------------------- | ------------------------------------------------------ |
| 1990 43-тя церемонія          |                         |                                                      |                                                        |
| Життя і нічого більше         | Бертран Таверньє        | Рене Клетман                                         | Франція                                                |
| Пелле-завойовник              | Білле Авгус             | Пер Голст                                            | Данія/Швеція                                           |
| Салаам Бомбей                 | Міра Наїр               | Габріель Оєр Міра Наїр                               | Індія/Британія/Франція                                 |
| Жінки на межі нервового зриву | Педро Альмодовар        | Педро Альмодовар                                     | Іспанія                                                |
| 1991 44-та церемонія          |                         |                                                      |                                                        |
| Новий кінотеатр «Парадізо»    | Джузеппе Торнаторе      | Франко Крістальді                                    | Італія                                                 |
| Ісус із Монреаля              | Деніс Арканд            | Роже Фрапьє Пьєр Гендрон                             | Канада/Франція                                         |
| Мілу у травні                 | Луї Маль                |                                                      | Франція/Італія                                         |
| Ромул і Джульєтта             | Колін Серро             | Жан-Луїс Пьєль Філіппе Каркассонне                   | Франція                                                |
| 1992 45-та церемонія          |                         |                                                      |                                                        |
| Бридке дівчисько              | Майкл Верговен          | Майкл Зенфтлебен                                     | Німеччина                                              |
| Сірано де Бержерак            | Жан-Поль Раппно         | Рене Клетман Мішель Сейду                            | Франція                                                |
| Чоловік перукарки             | Патріс Леконт           | Тьєррі де Ганай                                      | Франція                                                |
| Тото-герой                    | Жако ван Дормаль        | Пьєр Дрю Дені Гейс                                   | Бельгія/Франція/Німеччина                              |
| 1993 46-та церемонія          |                         |                                                      |                                                        |
| Запали червоний ліхтар        | Чжан Їмоу               | Фу-Шенг Чу                                           | Китай/Гонконг/Тайвань                                  |
| Коханці з нового мосту        | Леос Каракс             | Крістіан Фенчер                                      | Франція                                                |
| Делікатеси                    | Жан-П'єр Жене Марк Каро | Клоді Оссар                                          | Франція                                                |
| Європа, Європа                | Агнешка Голланд         | Артур Браунер Маргарет Менегоз                       | Німеччина/Франція/Польща                               |
| 1994 47-ма церемонія          |                         |                                                      |                                                        |
| Прощавай, моя наложнице       | Чень Кайге              | Фенг Хсу                                             | Китай/Гонконг                                          |
| Крижане серце                 | Клод Соте               | Жан-Луї Ліві Філіппе Каркассоне                      | Франція                                                |
| Як вода для шоколаду          | Альфонсо Аро            | Альфонсо Аро                                         | Мексика                                                |
| Індокитай                     | Ражис Варньє            | Ерік Гойман                                          | Франція                                                |
| 1995 48-ма церемонія          |                         |                                                      |                                                        |
| Жити!                         | Чжан Їмоу               | Фу-Шенг Чу                                           | Китай/Гонконг                                          |
| Три кольори: Червоний         | Кшиштоф Кесльовський    | Мартін Кармітц                                       | Франція/Польща/Швейцарія                               |
| Їж пий чоловік жінка          | Енг Лі                  | Хсу Лі-Конг                                          | Тайвань/США                                            |
| 1996 49-та церемонія          |                         |                                                      |                                                        |
| Поштар                        | Майкл Редфорд           | Маріо Чеккі Горі Вітторіо Чеккі Горі Гаетано Даніелє | Франція/Італія/Бельгія                                 |
| Знедолені                     | Клод Лелуш              | Клод Лелуш                                           | Франція                                                |
| Королева Марго                | Патріс Шеро             | Пьєр Грунштайн                                       | Франція/Італія/Німеччина                               |
| Утомлені сонцем               | Микита Михалков         | Мішель Сейду                                         | Росія/Франція                                          |
| 1997 50-та церемонія          |                         |                                                      |                                                        |
| Насмішка                      | Патріс Леконт           | Фредерік Брільйон Філіппе Каркассонне Жиль Легран    | Франція                                                |
| Рід Антонії                   | Марлін Горріс           | Ганс де Вірс                                         | Нідерланди/Бельгія/Велика Британія                     |
| Коля                          | Ян Шверак               | Ерік Абрахам                                         | Чехія                                                  |
| Неллі та пан Арно             | Клод Соте               | Ален Сарде                                           | Франція                                                |
| 1998 51-ша церемонія          |                         |                                                      |                                                        |
| Квартира                      | Жиль Мімуні             | Жорж Бенаюн                                          | Франція/Іспанія/Італія                                 |
| Війна Люсі                    | Клод Беррі              | Пьєр Грунштайн                                       | Франція                                                |
| Моє життя у рожевому кольорі  | Ален Берлінер           | Керол Скотта                                         | Франція/Бельгія/Велика Британія                        |
| Урок танго                    | Саллі Поттер            | Крістофер Шеппард Оскар Крамер                       | Аргентина/Велика Британія/Франція/Німеччина/Нідерланди |
| 1999 52-га церемонія          |                         |                                                      |                                                        |
| Центральний вокзал            | Вальтер Саллес          | Артур Кон Мартін де Клермонт-Тоннер                  | Бразилія/Франція                                       |
| Життя прекрасне               | Роберто Беніньї         | Ельда Феррі Джанлуїджі Браші                         | Італія                                                 |
| На варті                      | Філіпп де Брока         | Патрік Годо                                          | Франція/Італія/Німеччина                               |
| Жива плоть                    | Педро Альмодовар        | Августин Альмодовар                                  | Іспанія/Франція                                        |

## 2000-ні
| Фільм                                       | Режисер                        | Продюсер                                                                 | Країна                                                             |
| ------------------------------------------- | ------------------------------ | ------------------------------------------------------------------------ | ------------------------------------------------------------------ |
| 2000 53-тя церемонія                        |                                |                                                                          |                                                                    |
| Все про мою матір                           | Педро Альмодовар               | Августин Альмодовар                                                      | Іспанія/Франція                                                    |
| Клуб Буена Віста                            | Вім Вендерс                    | Роза Бош Ульріх Фелсберг Діпак Наяр                                      | Німеччина/Куба/США/Франція/Велика Британія                         |
| Свято                                       | Томас Вінтерберг               | Бірджит Галд Мортен Кауфманн                                             | Данія/Швеція                                                       |
| Біжи, Лоло, біжи                            | Том Тиквер                     | Штефан Арндт                                                             | Німеччина                                                          |
| 2001 54-та церемонія                        |                                |                                                                          |                                                                    |
| Тигр, що підкрадається, дракон, що зачаївся | Енг Лі                         | Хсу Лі Конг Вільям Конг Енг Лі                                           | Тайвань/Гонконг/США/Китай                                          |
| Дівчина на мосту                            | Патріс Леконт                  | Крістіан Фешнер                                                          | Франція                                                            |
| Гаррі — друг, який зичить вам добра         | Домінік Молл                   | Мішель Сен-Жан                                                           | Франція                                                            |
| Любовний настрій                            | Вонг Карвай                    | Вонг Карвай                                                              | Гонконг/Франція                                                    |
| Малена                                      | Джузеппе Торнаторе             | Гарві Вайнштайн Карло Бернасконі                                         | Італія/США                                                         |
| 2002 55-та церемонія                        |                                |                                                                          |                                                                    |
| Сука-любов                                  | Алехандро Гонсалес Іньярріту   | Алехандро Гонсалес Іньярріту                                             | Мексика                                                            |
| Амелі                                       | Жан-П'єр Жене                  | Клоді Оссар                                                              | Франція/Німеччина                                                  |
| Останнє сонце                               | Вальтер Саллес                 | Артур Кон                                                                | Бразилія/Франція/Швейцарія                                         |
| Мусонове весілля                            | Міра Наїр                      | Керолай Барон                                                            | Індія/США/Франція/ Італія/Німеччина                                |
| Піаністка                                   | Майкл Ганеке                   | Вайт Гайдушка                                                            | Франція/Німеччина/Польща/ Австрія                                  |
| 2003 56-та церемонія                        |                                |                                                                          |                                                                    |
| Поговори з нею                              | Педро Альмодовар               | Августин Альмодовар                                                      | Іспанія                                                            |
| І твою маму теж                             | Альфонсо Куарон                | Хорхе Вергара                                                            | Мексика                                                            |
| Місто Бога                                  | Фернанду Мейрейллеш Катя Лунд  | Андреа Барата Рібейро Маурісіо Андраде Рамос                             | Бразилія/Франція/США                                               |
| Девдас                                      | Санджай Ліла Бхансалі          | Бхарат Шах                                                               | Індія                                                              |
| Воїн                                        | Асіф Кападія                   | Бертран Фаівр                                                            | Велика Британія/Німеччина                                          |
| 2004 57-ма церемонія                        |                                |                                                                          |                                                                    |
| У цьому світі                               | Майкл Вінтерботтом             | Ендрю Ітон Аніта Оверленд                                                | Велика Британія                                                    |
| Навали варварів                             | Дені Аркан                     | Деніс Робер Деніеаль Луїс                                                | Канада                                                             |
| Тріо з Бельвіля                             | Сильвен Шоме                   | Дідьє Брюнне                                                             | Франція/Бельгія/Канада/ Велика Британія                            |
| Бути і мати                                 | Ніколас Філібер                | Жиль Сандос                                                              | Франція                                                            |
| Ґуд бай, Ленін!                             | Вольфганг Беккер               | Щтефан Арндт                                                             | Німеччина                                                          |
| Сен і Тіхіро у полоні духів                 | Міядзакі Хаяо                  | Судзукі Тосіо                                                            | Японія                                                             |
| 2005 58-ма церемонія                        |                                |                                                                          |                                                                    |
| Щоденники мотоцикліста                      | Вальтер Саллс                  | Майкл Нозік Едгард Тененбаум Карен Тенкгоф                               | Бразилія/США/Німеччина/Велика Британія/Аргентина/Чилі/Перу/Франція |
| Хористи                                     | Крістоф Барратьє               | Артур Кон Ніколас Моверні Жак Перрен                                     | Франція/Швейцарія/Німеччина                                        |
| Довгі заручини                              | Жан-П'єр Жене                  | Франсуа Боспфлуг                                                         | Франція/США                                                        |
| Погане виховання                            | Педро Альмодовар               | Августин Альмодовар                                                      | Іспанія                                                            |
| Будинок літаючих кинджалів                  | Чжан Їмоу                      | Вільям Конг                                                              | Китай/Гонконг                                                      |
| 2006 55-та церемонія                        |                                |                                                                          |                                                                    |
| Моє серце припинило битись                  | Жак Одіар                      | Паскаль Кошето                                                           | Франція                                                            |
| Велика мандрівка                            | Ісмаель Ферроукі               | Гумберт Балсан                                                           | Франція/Марокко                                                    |
| Щасливого Різдва                            | Крістіан Каріон                | Крістоф Россіньйон                                                       | Франція/Німеччина/Бельгія/ Велика Британія/Румунія                 |
| Розбірки у стилі кунг-фу                    | Стівен Чоу                     | По Чу Чуй Джеффрі Лау                                                    | Китай/Гонконг                                                      |
| Цоці                                        | Ґейвін Гуд                     | Пітер Фудаковський                                                       | ПАР/Велика Британія                                                |
| 2007 60-та церемонія                        |                                |                                                                          |                                                                    |
| Лабіринт Фавна                              | Гільєрмо дель Торо             | Альфонсо Куарон Берта Наварро Фріда Торресбланко                         | Мексика/Іспанія                                                    |
| Апокаліпто                                  | Мел Гібсон                     | Брюс Дейві                                                               | США                                                                |
| Чорна книга                                 | Пол Верховен                   | Тойн Гітл Сан Фу Мальта Єнс Мойрер                                       | Нідерланди/Бельгія/Велика Британія/ Німеччина                      |
| Розфарбуй це жовтим                         | Ракейш Омпракаш Мехра          | Ронні Скрювала                                                           | Індія                                                              |
| Повернення                                  | Педро Альмодовар               | Августин Альмодовар                                                      | Іспанія                                                            |
| 2008 61-ша церемонія                        |                                |                                                                          |                                                                    |
| Життя інших                                 | Флоріан Генкель фон Доннрсмарк | Квірін Берґ Макс Відеманн                                                | Німеччина                                                          |
| Скафандр і метелик                          | Джуліан Шнабель                | Кетлін Кеннеді, Джон Кілік                                               | Франція/США                                                        |
| Той, що біжить за вітром                    | Марк Форстер                   | Вільям Горберґ Волтер Паркс Ребекка Єлдем Е. Беннет Волш Лорі МакДональд | США                                                                |
| Життя у рожевому кольорі                    | Олів'є Дахан                   | Ален Голдман                                                             | Франція/Велика Британія/Чехія                                      |
| Жадання                                     | Енг Лі                         | Енг Лі Вільям Конг Джеймс Шеймус                                         | США/Китай/Тайвань/ Гонконг                                         |
| 2009 62-га церемонія                        |                                |                                                                          |                                                                    |
| Я так давно тебе кохаю                      | Філіпп Клодель                 | Сильвестр Гуаріно Івз Марміон                                            | Франція                                                            |
| Комплекс Баадера-Майнгоф                    | Улі Едель                      | Бернд Айхінгер                                                           | Німеччина                                                          |
| Гомора                                      | Маттео Гарроне                 | Доменіко Прокаччі                                                        | Італія                                                             |
| Персеполіс                                  | Маржан Сатрапі Вінсент Пароно  | Хавьєр Рігало Марк-Антуан Робер                                          | Франція                                                            |
| Вальс із Баширом                            | Арі Фолман                     | Арі Фолман, Серж Лалу, Герхард Майхнер, Єйл Нахлієлі, Роман Пол          | Ізраїль/Німеччина/Франція/США                                      |

## 2010-ті
| Фільм                           | Режисер                      | Номінант | Країна                           |
| ------------------------------- | ---------------------------- | --- | -------------------------------- |
| 2010 63-тя церемонія            |                              | |                                  |
| Пророк                          | Жак Одіар                    | Паскаль Кошто, Марко Черкі, Алекс Райно, Жак Одіар                                                                        | Франція                          |
| Розірвані обійми                | Педро Альмодовар             | Августин Альмодовар Педро Альмодовар                                                                                      | Іспанія                          |
| Коко до Шанель                  | Енн Фонтейн                  | Керол Скотта, Керолайн Бенджо, Філіппе Каркассонне, Енн Фонтейн                                                           | Франція                          |
| Впусти мене                     | Томас Альфредсон             | Карл Моліндер, Джон Нордлінг, Томас Альфредсон                                                                            | Швеція                           |
| Біла стрічка                    | Мікаель Ганеке               | Штефан Арндт, Вайт Гайдушка, Маргарет Менегоз, Мікаель Ганеке                                                             | Австрія/Німеччина/Франція/Італія |
| 2011 64-та церемонія            |                              | |                                  |
| Дівчина з татуюванням дракона   | Нільс Арден Оплев            | Нільс Арден Оплев, Сорен Стермос                                                                                          | Швеція                           |
| Б'ютифул                        | Алехандро Гонсалес Іньярріту | Алехандро Гонсалес Іньярріту, Альфонсо Куарон, Гільєрмо дель Торо, Фернандо Бовайра, Сандра Ерміда, Джон Кілік, Енн Руарк | Мексика                          |
| Я є кохання                     | Лука Гуаданьїно              | Лука Гуаданьїно Тільда Свінтон                                                                                            | Італія                           |
| Про людей і богів               | Ксавьє Бувуа                 | Ксавьє Бувуа, Паскаль Кошто, Етьєн Комар                                                                                  | Франція                          |
| Таємниця в його очах            | Хуан Хосе Кампанелья         | Хуан Хосе Кампанелья, Жерардо Ерреро, Марьєла Бесьєвскі, Ванесса Рагоне, Алекс Кушевацький                                | Аргентина                        |
| 2012 65-та церемонія            |                              | |                                  |
| Шкіра, в якій я живу            | Педро Альмодовар             | Августин Альмодовар, Педро Альмодовар                                                                                     | Іспанія                          |
| Піна: танок пристрасті          | Вім Вендерс                  | Джанпьєро Рінгель, Вім Вендерс                                                                                            | Німеччина                        |
| Відчайдушна домогосподарка      | Франсуа Озон                 | Ерік Альтмеєр, Ніколас Альтмеєр, Франсуа Озон                                                                             | Франція                          |
| Надер і Симін: Розлучення       | Асгар Фарханді               | Асгар Фарханді | Іран                             |
| Пожежі                          | Дені Вільньов                | Люк Дрі, Кім МакКроу, Дені Вільньов                                                                                       | Канада                           |
| 2013 66-та церемонія            |                              | |                                  |
| Кохання                         | Міхаель Ганеке               | Міхаель Ганеке, Маргарет Менегоз                                                                                          | Австралія                        |
| Мисливці за головами            | Мортен Тилдум                | Мортен Тилдум, Маріана Грей, Асле Ватн                                                                                    | Норвегія                         |
| Полювання                       | Томас Вінтерберг             | Томас Вінтерберг, Сіссе Граум Йоргенсен, Мортен Кауфман                                                                   | Данія                            |
| Іржа та кістка                  | Жак Одіар                    | Жак Одіар, Паскаль Кошто                                                                                                  | Бельгія/Франція                  |
| Недоторканні                    | Олів'є Накаш, Ерік Толедано  | Ерік Толедано, Олів'є Накаше, Ніколас Дюваль Адассовський, Яанн Зену, Лорен Цайтун                                        | Франція                          |
| 2014 67-ма церемонія            |                              | |                                  |
| Велика краса                    | Паоло Соррентіно             | Паоло Соррентіно, Нікола Джуліано, Франческа Чіма                                                                         | Італія/Франція                   |
| Сцена убивства                  | Джошуа Оппенгаймер           | Джошуа Оппенгаймер, Сіньє Бірж Соренсен                                                                                   | Норвегія/Данія/Велика Британія   |
| Синій — найтепліший колір       | Абделатіф Кешиш              | Абделатіф Кешиш, Брагім Чуа, Вінсент Мараваль                                                                             | Франція                          |
| Метро Маніла                    | Шон Елліс                    | Шон Елліс, Матільда Карпентер                                                                                             | Велика Британія                  |
| Ваджда                          | Хаіфаа Аль-Мансур            | Хаіфаа Аль-Мансур, Герхард Мейхнер, Роман Пол                                                                             | Саудівська Аравія/Німеччина      |
| 2015 68-ма церемонія            |                              | |                                  |
| Іда                             | Павел Павліковський          | Ерік Абрагам, Пйотр Дзецьоль, Єва Пушчинська                                                                              | Польща                           |
| Левіафан                        | А. Звігінцев                 | О. Родняський, Сергій Мелдькумов                                                                                          | Росія                            |
| Ланчбокс                        | Рітеш Батра                  | Анураг Кашьяп, Гутіт Монга, Арун Рангашарі                                                                                | Індія/Франція/Німеччина          |
| Треш                            | Стівен Долдрі                | Тім Беван, Ерік Фельнер, Кріс Сикір                                                                                       | Бразилія/Велика Бртианія         |
| Два дні, одна ніч               | Жан-П'єр і Люк Дарденн       | Жан-П'єр і Люк Дарденн, Деніс Фрейд                                                                                       | Бельгія/Франція/Італія           |
| 2016 69-та церемонія            |                              | |                                  |
| Дикі історії                    | Даміан Сифрон                | Даміан Сифрон | Аргентина/Іспанія                |
| Вбивця                          | Хоу Сяосянь                  | Хоу Сяосянь | Тайвань/Китай/Гонконг            |
| Форс-мажор                      | Рубен Естлунд                | Рубен Естлунд | Швеція                           |
| Тіб                             | Наджи Абу Новар              | Наджи Абу Новар | Йорданія/Велика Бртианія         |
| Тімбукту                        | Абдеррахман Сіссако          | Абдеррахман Сіссако | Мавританія/Франція               |
| 2017 70-та церемонія            |                              | |                                  |
| Син Саула                       | Ласло Немеш                  | Ласло Немеш, Ґабор Шипос                                                                                                  | Угорщина                         |
| Діпан                           | Жак Одіар                    | Жак Одіар, Паскаль Кошето                                                                                                 | Франція                          |
| Джульєтта                       | Педро Альмодовар             | Педро Альмодовар | Швеція                           |
| Мустанг (фільм)                 | Деніз Ґамзе Ерґювен          | Деніз Ґамзе Ерґювен, Шарль Жильбер                                                                                        | Франція/Туреччина/Німеччина      |
| Тоні Ердманн                    | Марен Аде                    | Марен Аде, Жанін Яцковськи                                                                                                | Німеччина/Австрія                |
| 2018 71-ша церемонія            |                              | |                                  |
| Служниця                        | Пак Чхан Ук                  | Пак Чхан Ук, Сид Лім | Південна Корея                   |
| Вона                            | Пол Верговен                 | Саїд Бен Саїд, Мішель Меркт                                                                                               | Франція                          |
| Спочатку вони вбили мого батька | Анджеліна Джолі              | Анджеліна Джолі, Ріті Панг, Тед Сарандос, Майкл Вейра                                                                     | Камбоджа                         |
| Нелюбов                         | Андрій Звягінцев             | Олександр Роднянський, Сергій Мелькумов, Гліб Фетістов                                                                    | Росія                            |
| Комівояжер                      | Асгар Фархаді                | Асгар Фархаді, Алексанр Маллет-Ґай                                                                                        | Іран                             |
| 2019 72-га церемонія            |                              | |                                  |
| Рома                            | Альфонсо Куарон              | | Мексика                          |
| Догмен                          | Маттео Ґарроне               | | Італія/Франція                   |
| Капернаум                       | Надін Лабакі                 | | Ліван/Франція                    |
| Крамничні злодюжки              | Хірокадзу Корееда            | | Японія                           |
| Холодна війна                   | Павел Павліковський          | | Польща/Велика Британія/Франція   |